# Brachycybe potterinus
Brachycybe potterinus är en mångfotingart som beskrevs av Chamberli 1941. Brachycybe potterinus ingår i släktet Brachycybe och familjen Andrognathidae. Inga underarter finns listade i Catalogue of Life.